# Four Nations Chess League 2006/07
Die Saison 2006/07 war die 14. Spielzeit der Four Nations Chess League (4NCL). 
Die beiden Mannschaften von Guildford A&DC sowie die Hilsmark Kingfisher besiegten alle übrigen Konkurrenten, so dass die direkten Vergleiche über die Titelvergabe entschieden. Hier setzte sich Guildfords erste Mannschaft vor der eigenen zweiten Mannschaft und Hilsmark durch. Der Titelverteidiger Wood Green war deutlich schwächer besetzt als im Vorjahr und musste sich mit dem 8. Platz begnügen. 
Aus der Division 2 waren die South Wales Dragons und Bristol aufgestiegen. Beide Aufsteiger mussten direkt wieder absteigen, dritter Absteiger war 3Cs Oldham. Bristol gab während der Saison drei Partien kampflos ab, daher wurde ihnen am Ende der Saison ein Mannschaftspunkt abgezogen. Auf die Endplatzierungen hatte dies jedoch keinen Einfluss.
Zu den gemeldeten Mannschaftskadern siehe Mannschaftskader der Four Nations Chess League 2006/07.

## Termine und Spielorte
Die Wettkämpfe fanden statt am 16. und 17. September, 11. und 12. November 2006, 13. und 14. Januar, 3. und 4. März sowie 5., 6. und 7. Mai 2007. Die ersten beiden Runden wurden in Sunningdale ausgerichtet, dritte bis sechste in Coventry und die letzten fünf in Wokefield.

## Abschlusstabelle
| Pl. | Verein                        | Sp | G  | U | V  | MP    | Brett-P.  |
| --- | ----------------------------- | -- | -- | - | -- | ----- | --------- |
| 01. | Guildford A&DC I. Mannschaft  | 11 | 11 | 0 | 0  | 22:0  | 68,0:20,0 |
| 02. | Guildford A&DC II. Mannschaft | 11 | 10 | 0 | 1  | 20:2  | 62,0:26,0 |
| 03. | Hilsmark Kingfisher           | 11 | 9  | 0 | 2  | 18:4  | 52,0:36,0 |
| 04. | Slough Sharks                 | 11 | 6  | 2 | 3  | 14:8  | 44,5:43,5 |
| 05. | Barbican Chess Club           | 11 | 4  | 3 | 4  | 11:11 | 45,0:43,0 |
| 06. | North West Eagles             | 11 | 4  | 2 | 5  | 10:12 | 39,0:49,0 |
| 07. | The ADs                       | 11 | 4  | 2 | 5  | 10:12 | 37,5:50,5 |
| 08. | Wood Green (M)                | 11 | 4  | 1 | 6  | 9:13  | 46,0:42,0 |
| 09. | Betsson.com                   | 11 | 3  | 2 | 6  | 8:14  | 42,0:46,0 |
| 10. | 3Cs Oldham                    | 11 | 2  | 1 | 8  | 5:17  | 37,5:50,5 |
| 11. | Bristol (N)                   | 11 | 1  | 1 | 9  | 2:20  | 29,5:58,5 |
| 12. | South Wales Dragons (N)       | 11 | 1  | 0 | 10 | 2:20  | 25,0:63,0 |

## Entscheidungen
|     | Britischer Meister: Guildford A&DC I. Mannschaft                      |
|     | Absteiger in die Division 2: 3Cs Oldham, Bristol, South Wales Dragons |
| (M) | Meister der letzten Saison                                            |
| (N) | Aufsteiger der letzten Saison                                         |

## Kreuztabelle
| Ergebnisse | Ergebnisse                    | 01. | 02. | 03. | 04. | 05. | 06. | 07. | 08. | 09. | 10. | 11. | 12. |
| ---------- | ----------------------------- | --- | --- | --- | --- | --- | --- | --- | --- | --- | --- | --- | --- |
| 01.        | Guildford A&DC I. Mannschaft  |     | 6   | 5   | 5½  | 6½  | 7½  | 7   | 5   | 5½  | 5½  | 7½  | 7   |
| 02.        | Guildford A&DC II. Mannschaft | 2   |     | 5½  | 7   | 5½  | 7   | 7   | 5   | 5   | 5½  | 6   | 6½  |
| 03.        | Hilsmark Kingfisher           | 3   | 2½  |     | 5   | 4½  | 5½  | 4½  | 6½  | 4½  | 5½  | 5½  | 5   |
| 04.        | Slough Sharks                 | 2½  | 1   | 3   |     | 4½  | 4   | 6   | 4   | 5   | 4½  | 5½  | 4½  |
| 05.        | Barbican Chess Club           | 1½  | 2½  | 3½  | 3½  |     | 4   | 4   | 4½  | 5½  | 5   | 4   | 7   |
| 06.        | North West Eagles             | ½   | 1   | 2½  | 4   | 4   |     | 5½  | 3½  | 3   | 5½  | 4½  | 5   |
| 07.        | The ADs                       | 1   | 1   | 3½  | 2   | 4   | 2½  |     | 4½  | 4   | 4½  | 6   | 4½  |
| 08.        | Wood Green                    | 3   | 3   | 1½  | 4   | 3½  | 4½  | 3½  |     | 3   | 6   | 6½  | 7½  |
| 09.        | Betsson.com                   | 2½  | 3   | 3½  | 3   | 2½  | 5   | 4   | 5   |     | 4   | 3½  | 6   |
| 10.        | 3Cs Oldham                    | 2½  | 2½  | 2½  | 3½  | 3   | 2½  | 3½  | 2   | 4   |     | 4½  | 7   |
| 11.        | Bristol                       | ½   | 2   | 2½  | 2½  | 4   | 3½  | 2   | 1½  | 4½  | 3½  |     | 3   |
| 12.        | South Wales Dragons           | 1   | 1½  | 3   | 3½  | 1   | 3   | 3½  | ½   | 2   | 1   | 5   |     |

## Die Meistermannschaft
| 1.            | Guildford A&DC |
| Schachfiguren | Daniel King, Stuart Conquest, Mark Hebden, Anthony Kosten, Nicholas Pert, James Plaskett, Alexander Tschernjajew, Dagnė Čiukšytė, Jonathan Rowson, Joseph Gallagher, Glenn Flear, John Shaw, Silvia Collas, David Howell, Éric Prié. |